# لو ماكيفوي
لو ماكيفوي (بالإنجليزية: Lou McEvoy)‏ هو لاعب كرة قاعدة أمريكي، ولد في 30 مايو 1902 في وليامزبورغ في الولايات المتحدة، وتوفي في 17 ديسمبر 1953 في ويبستر غروفز في الولايات المتحدة.

## وصلات خارجية
- لو ماكيفوي على موقعبيزبول رفرنس.كوم (الدوري الرئيسي) (الإنجليزية)
- لو ماكيفوي على موقعبيزبول رفرنس.كوم (الدوري الثانوي) (الإنجليزية)